# 31 Lyncis
31 Lyncis, som är stjärnans Flamsteed-beteckning, eller Alsciaukat är en ensam stjärna i den mellersta delen av stjärnbilden Lodjuret, som också har variabelbeteckningen BN Lyncis. Den har en genomsnittlig skenbar magnitud på ca 4,25 och är svagt synlig för blotta ögat där ljusföroreningar ej förekommer. Baserat på parallaxmätning inom Hipparcosuppdraget på ca 13,0 mas, beräknas den befinna sig på ett avstånd på ca 380 ljusår (ca 117 parsek) från solen. Den rör sig bort från solen med en heliocentrisk radialhastighet av ca 25 km/s.

## Nomenklatur
31 Lyncis är den enda stjärnan i stjärnbilden som har egennamn, och har det traditionella namnen Alsciaukat, som kommer från det arabiska الشوكة aš-šawkat "törnen", och Mabsuthat, från arabiska المبسوطة al-mabsūtah "den utsträckta (tass)". År 2016 organiserade International Astronomical Union (IAU) en arbetsgrupp för stjärnnamn (WGSN) med uppgift att katalogisera och standardisera egna namn på stjärnor. WGSN fastställde namnet Alsciaukat för 31 Lyncis den 30 juni 2017 vilket nu är infört i listan över IAU-godkända stjärnnamn.

## Egenskaper
31 Lyncis är en orange jättestjärna av spektralklass K4+ III. Den har en massa som är ca 2 solmassor, en radie som är ca 53 solradier och utsänder ca 782 gånger mera energi än solen från dess fotosfär vid en effektiv temperatur på ca 3 900 K.
31 Lyncis klassificeras som en halvregelbunden variabel med variation av magnitud som sträcker sig från 4,21 till så låg som 4,27, och en period av 25 – 30 dygn.